# Championnat du Costa Rica de football 1987-1988
Navigation
Saison précédente Saison suivante
La Primera División 1987-1988 est la soixante-septième édition de la première division costaricienne.
Lors de ce tournoi, le CS Herediano a tenté de conserver son titre de champion du Costa Rica face aux onze meilleurs clubs costariciens.
Aucune place n'était qualificative pour la Coupe des champions de la CONCACAF.

## Bilan du tournoi
| Tableau d'Honneur |                    |
| Compétition       | Vainqueur          |
| Primera División  | Deportivo Saprissa |

| Promotions et relégations   |             |
| Relégué en Segunda División | Inconnu     |
| Promu de Segunda División   | AD Palmares |